# Tithaeus similis
Tithaeus similis is een hooiwagen uit de familie Tithaeidae. De originele naamcombinatie (protoniem) is Tithaeus similis Suzuki, 1985. De huidige (vanaf 2023) geldig wetenschappelijke naam van Tithaeus similis Gaat terug op Seisho Suzuki.